# Canal de El Villar

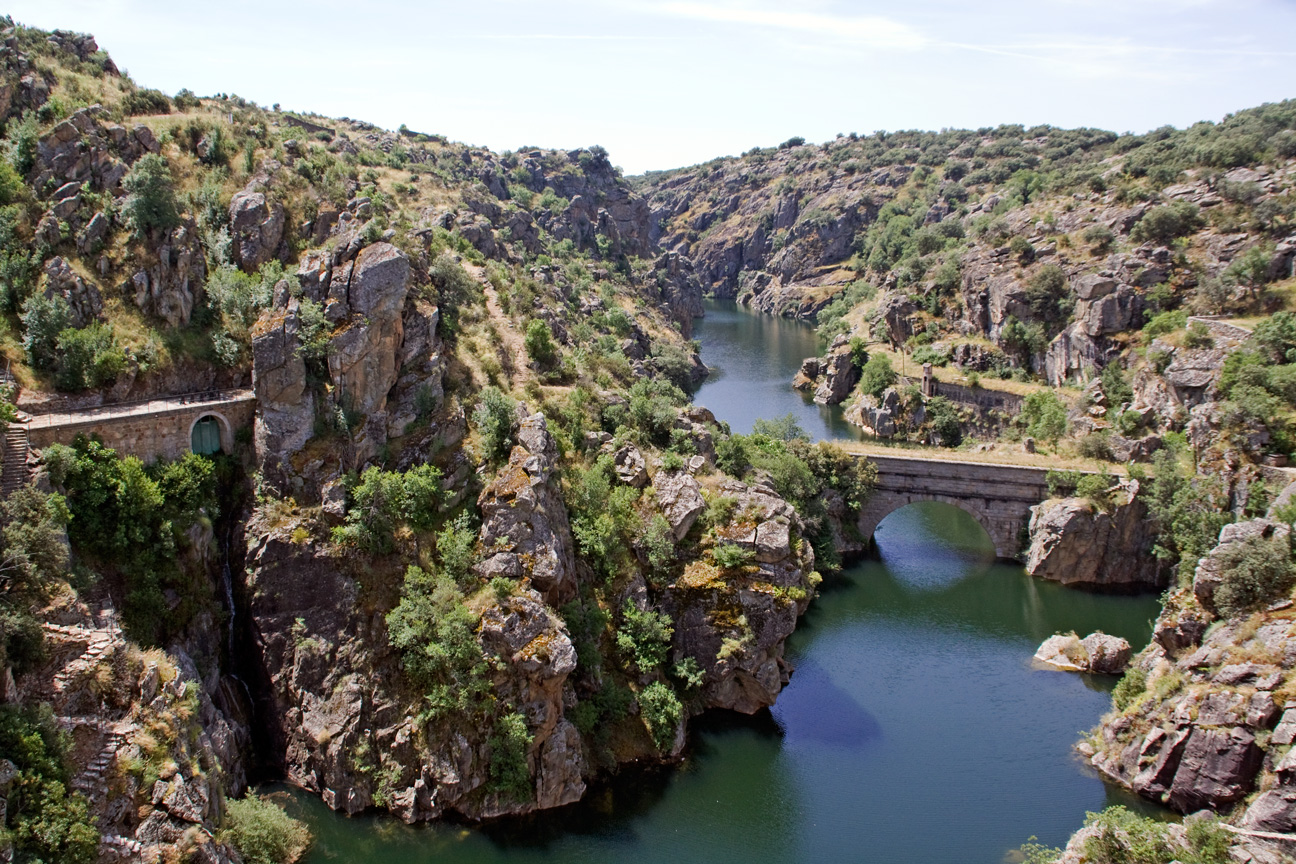
Vista desde la presa del inicio del canal de El Villar y acueducto sobre el Lozoya, donde llega la recula del embalse de El Atazar.

El canal de El Villar también conocido inicialmente como canal Transversal, entró en servicio en el año 1912, uniendo el embalse de El Villar con el depósito superior del Nudo de Calerizas (Torrelaguna). Tiene un recorrido de 16,7 km y una capacidad de 8 m³/s.

## Historia
El origen de la construcción de este canal se encuentra en las turbias que se presentaban, a finales del siglo XIX y principios del siglo XX, en el suministro de agua a Madrid procedente del embalse de El Villar. Las aguas de este embalse se vertían, al cauce del río Lozoya, para tomarlas aguas abajo en los azudes que las derivaban al canal de suministro a Madrid. Aunque las aguas salían claras del este embalse, en época de lluvias, los arroyos que desembocaban en este tramo del Lozoya traían aguas turbias y esa turbidez se trasmitía al agua que bajaba por el río. Un primer intento para mejorar el suministro fue trasladar la captación desde el azud de Navarejos, que se construyó ante el fracaso del Embalse del Pontón de la Oliva, unos cientos de metros aguas arriba para salvar el arroyo de Robledillo y evitar así su turbiedad. Ello llevó a la construcción del azud de La Parra y a la prolongación del canal hasta este punto, lo que ha hecho que en la actualidad esta conducción sea conocida como canal de La Parra.

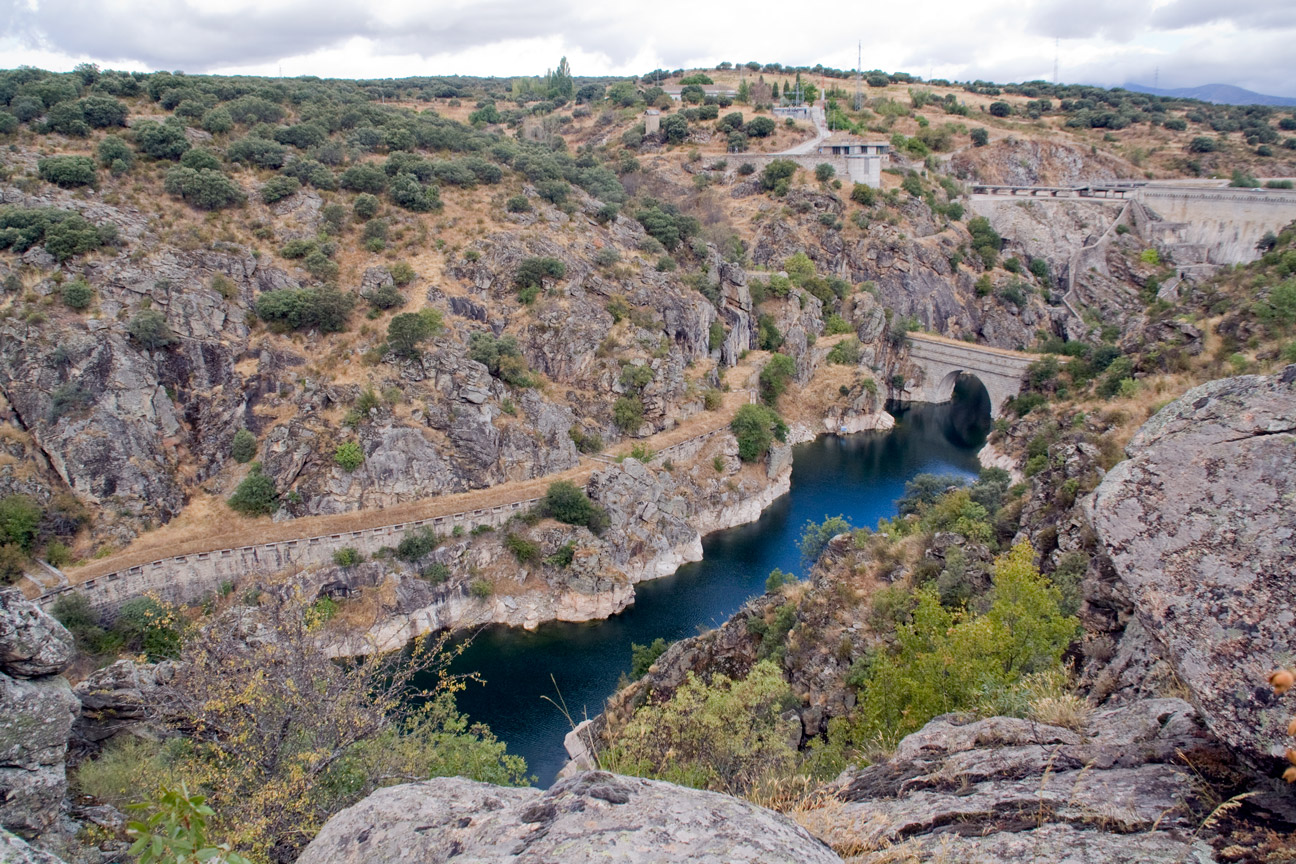
Acueducto de inicio del canal de El Villar sobre el río Lozoya y continuación por la margen derecha.

No obstante eso solo palió en parte los problemas, pues las aguas turbias venían de otros muchos puntos. Para resolver radicalmente el problema se planteó la construcción de un nuevo canal que enlazara el embalse con el canal existente. La solución proyectada no fue enlazar el embalse con la cabecera del canal, si no hacer un trazado transversalmente y llegar al canal a la altura de La Aldehuela. Además el desnivel existente permitía la construcción de una central hidroeléctrica que se proyectó en las cercanías de Torrelaguna.
Las obras se iniciaron en 1908 y fueron divididas en tres partes: Un tramo alto hasta el depósito superior de la central eléctrica a construir y que es el que ha quedado con el nombre de Canal de El Villar. Un segundo tramo incluyendo las instalaciones de la central eléctrica, y un último tramo que enlazaría el depósito inferior de la central con el canal existente anteriormente. Llegaron a trabajar 3.000 obreros en estas obras. Aunque las obras de la central no se habían terminado, en 1911 ya pudo utilizarse el canal, uniéndose los depósitos superior e inferior de la central a través de un canal rápido y con ello se redujeron sensiblemente los problemas de las turbias.
El canal está construido con solera y bóveda de hormigón y los hastiales de mampostería y comprende: tres acueductos, cinco pontones, ocho almenaras y diez túneles.

## Descripción del recorrido

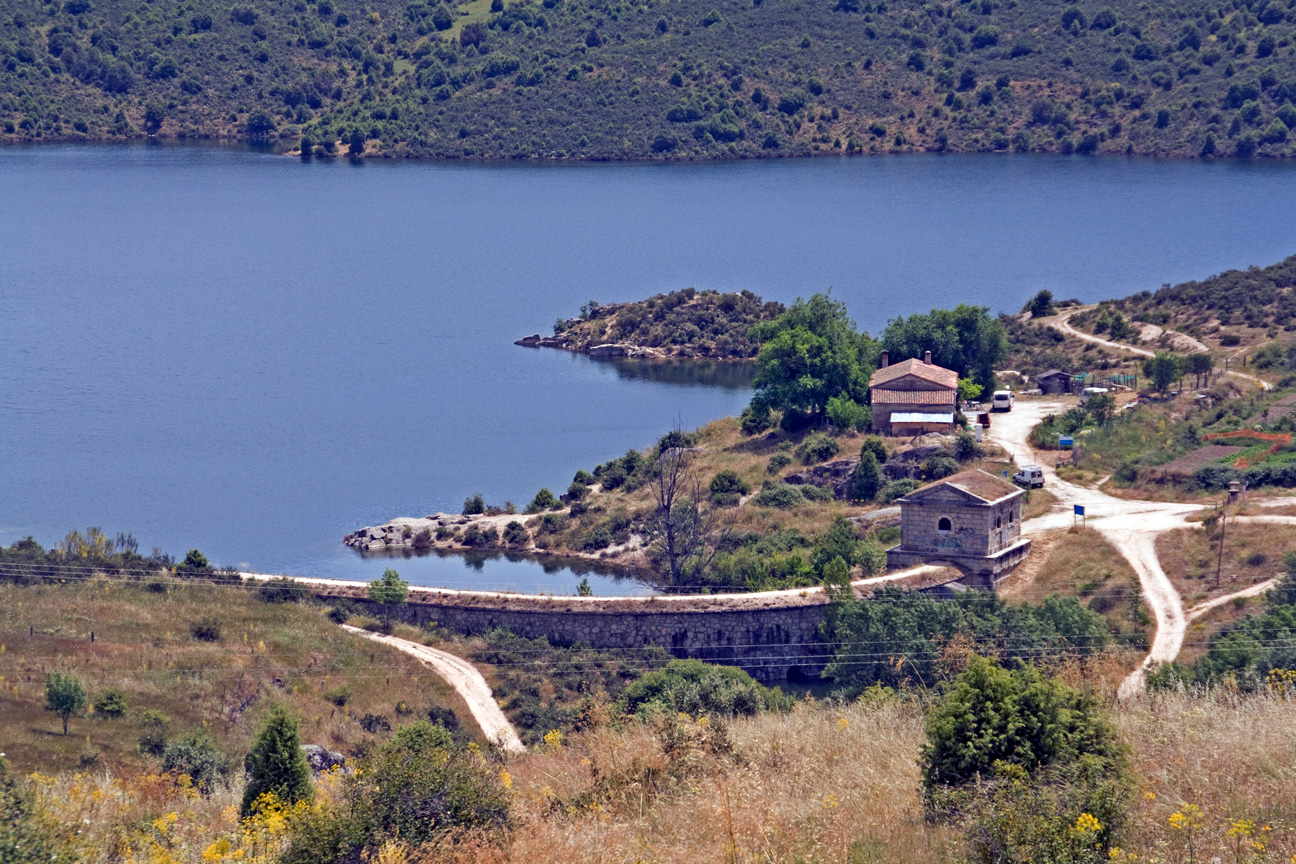
Canal de El Villar: almenara de El Berrueco junto al embalse de El Atazar.

El canal toma las aguas desde dos torres de toma escalonadas situadas en el lado izquierdo del embalse que habían sido construidas con anterioridad formando parte del conjunto de desagües del mismo. A continuación atraviesa el río por un acueducto muy cercano al dique del embalse y sigue por la margen derecha del cauce manteniendo su altura. Hoy día este tramo queda situado unos metros por encima del nivel máximo que puede alcanzar el embalse de El Atazar, hasta llegar al pueblo de El Berrueco, transcurriendo en buena parte a cielo abierto, aunque con algún túnel y salvando los arroyos con acueductos, destacando por sus dimensiones el de La Alameda. Desde El Berrueco se separa del río, que gira hacia el este, mientras el canal se dirige hacia el sur. En este punto se encuentra el tramo que resultó más conflictivo de construir pues requirió una mina de cerca de 2 km de longitud. Por este túnel pasa de la cuenca del Lozoya a la del arroyo de San Vicente, ya tributario del Jarama, emergiendo junto a la almenara de Matamulos. Desde este punto continua a cielo abierto por la ladera del barranco, salvo algunos pequeños tramos que salva por túneles, hasta llegar a la almenara del Calerín donde se introduce en un túnel final por el que llega al depósito superior del nudo de Calerizas. En este depósito, el canal de El Villar se considera que finaliza y desde él, en el momento de su construcción, las aguas se dirigían hacia la central eléctrica. Actualmente pueden, una vez unidas con las que vienen por el canal del Jarama, construido posteriormente, seguir otros caminos, tal como ser enviadas al depósito Intermedio y, desde él, al canal de El Atazar; ser introducidas en la ETAP de Torrelaguna para ser tratadas y enviadas a consumo, e incluso ser derivadas al  embalse de Pedrezuela, a través del canal Alto.

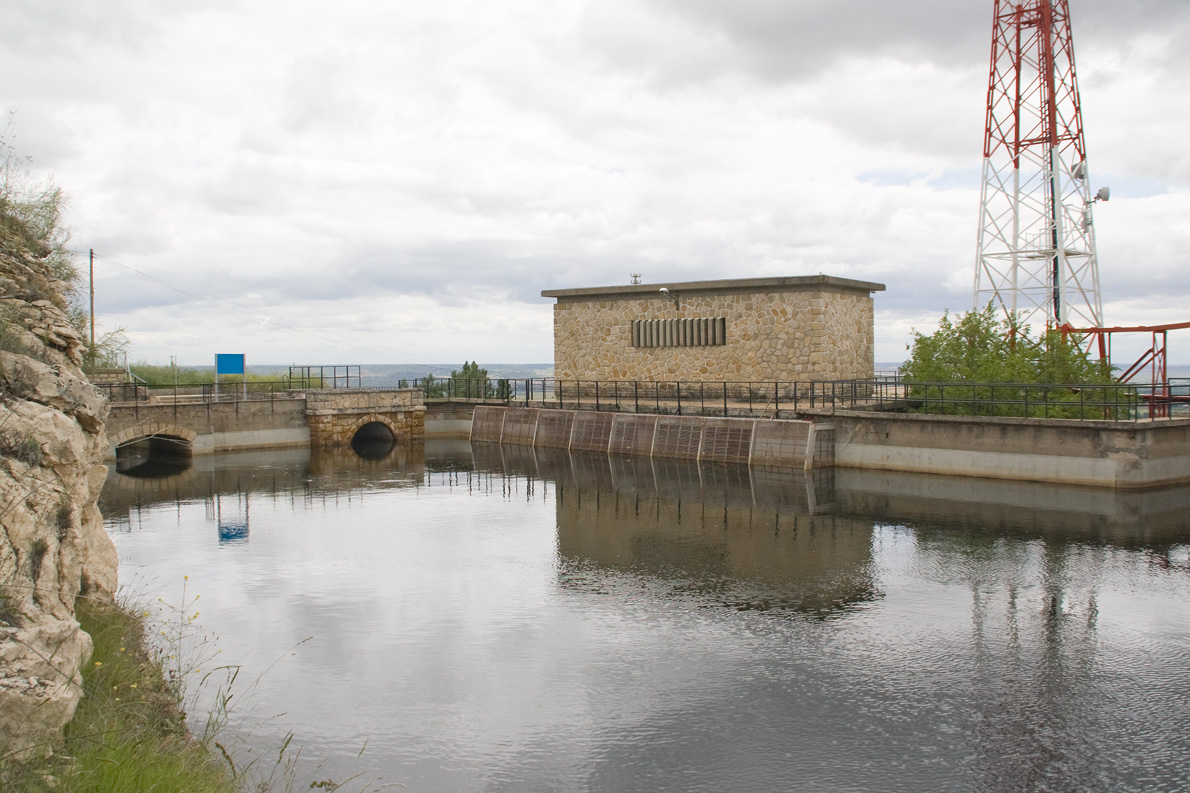
Entrada de los canales de El Villar, a la izquierda, y del Jarama al depósito superior de Torrelaguna.